# Aladár Zichy

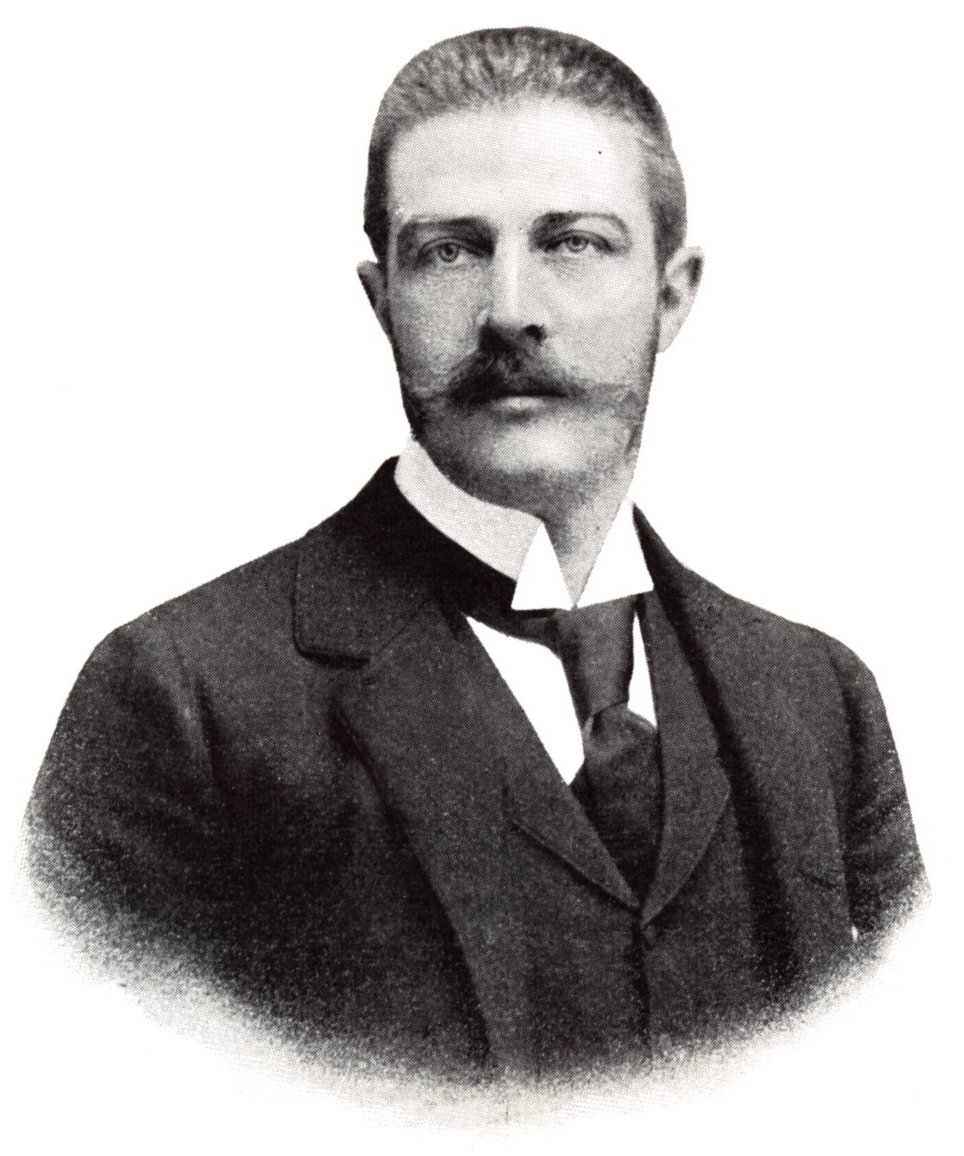
Aladár Zichy.

Aladár Zichy, född 4 september 1864 i Nagyláng, död 16 november 1937 i Budapest, var en ungersk greve och politiker. Han var son till Ferdinánd Zichy och kusin till János Zichy.
Zichy invaldes 1896 i ungerska riksdagen, där han anslöt sig till det av fadern grundade Katolska folkpartiet. Under kampen mot den oparlamentariska ministären Géza Fejérváry tillhörde Zichy, som 1904 efter fadern blivit sitt partis ledare, oppositionsgruppernas centrala ledning, och han var i Sándor Wekerles koalitionsministär 1906–10 minister vid "kungliga hovlägret". Samma post innehade han i Wekerles sista ministär (augusti 1917 till oktober 1918).